# 佐藤周子
佐藤 周子（さとう ちかこ、1938年2月13日 – 1988年6月23日）は、日本の放射線医学者。

## 来歴
1938年、秋田県大館市に生まれる。1946年、教師だった父の転勤に伴い、岩手県花巻市に移住した後、秋田県秋田市に移住。秋田県立秋田高等学校卒業。1962年、東北大学医学部卒業と同時に結婚。1963年、東北大学放射線基礎医学教室助手、1970年、愛知県がんセンター研究所放射線部研究員に勤務。1972年、スタンフォード大学留学を経て、愛知県がんセンター研究所研究室長に就任。1985年、同研究所放射線部長（同センター初の女性管理職）。1988年、猿橋賞を受賞するが、その1ヶ月後に死去。